# District de Nishishirakawa
Le district de Nishishirakawa (西白河郡, Nishishirakawa-gun) est un district de la préfecture de Fukushima au Japon.
Au 1er octobre 2014, sa population était de 49 250 habitants pour une superficie de 307 km2.

## Communes du district
- Bourg :
  - Yabuki
- Villages :
  - Izumizaki
  - Nakajima
  - Nishigō